# مارتن هالي
مارتن هالي (بالدنماركية: Martin Halle)‏ هو لاعب كرة قدم دنماركي، ولد في 16 أكتوبر 1981 ، في الدنمارك في مملكة الدنمارك. لعب مع آرهوس جمناستيك فورينينغ ونادي سوندرييسكه ونادي ميتييلاند ونادي هورسينس.

## وصلات خارجية
- مارتن هالي على موقع قاعدة بيانات كرة القدم.إي يو (الإنجليزية)